# Rhinyptia reflexa
Rhinyptia reflexa är en skalbaggsart som beskrevs av Hermann Burmeister 1844. Rhinyptia reflexa ingår i släktet Rhinyptia och familjen Rutelidae. Inga underarter finns listade i Catalogue of Life.